# Phialocephala fusca
Phialocephala fusca är en svampart som beskrevs av W.B. Kendr. 1963. Phialocephala fusca ingår i släktet Phialocephala och familjen Vibrisseaceae.   Inga underarter finns listade i Catalogue of Life.